# Amphibolia (Plantae)
Amphibolia , biljni rod iz porodice čupavica smješten u tribus Ruschieae, dio potporodice Ruschioideae. 
Rod je raširen uz atlantsku obalu Namibije i Južne Afrike

## Vrste
1. Amphibolia gydouwensis (L.Bolus) L.Bolus ex Toelken & Jessop
2. Amphibolia laevis (Aiton) H.E.K.Hartmann
3. Amphibolia obscura H.E.K.Hartmann
4. Amphibolia rupis-arcuatae (Dinter) H.E.K.Hartmann
5. Amphibolia saginata (L.Bolus) H.E.K.Hartmann
6. Amphibolia succulenta (L.Bolus) H.E.K.Hartmann